# Gillis d'Hondecoeter
Gillis Claesz. de Hondecoeter, o Hondecoutre o Hondekoeter (Anversa o Utrecht, 1575 o 1580 o 1583 – Amsterdam, 17 ottobre 1638), è stato un pittore e disegnatore olandese del secolo d'oro, appartenente alla scuola dell'Olanda Settentrionale, noto anche come il Maestro dei paesaggi agricoli.

## Biografia

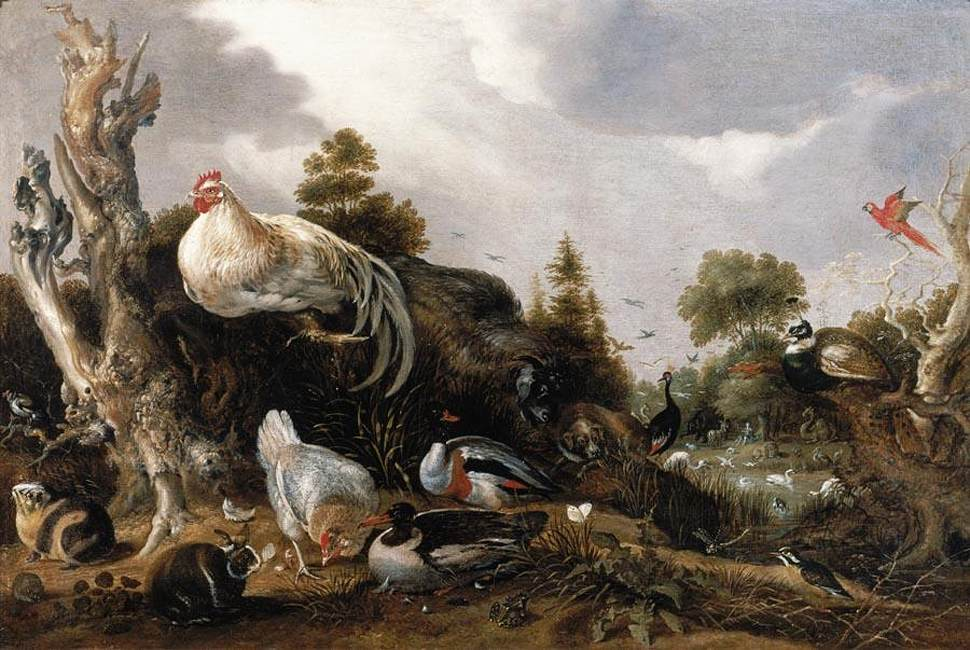
Orfeo incanta gli animali (1631)

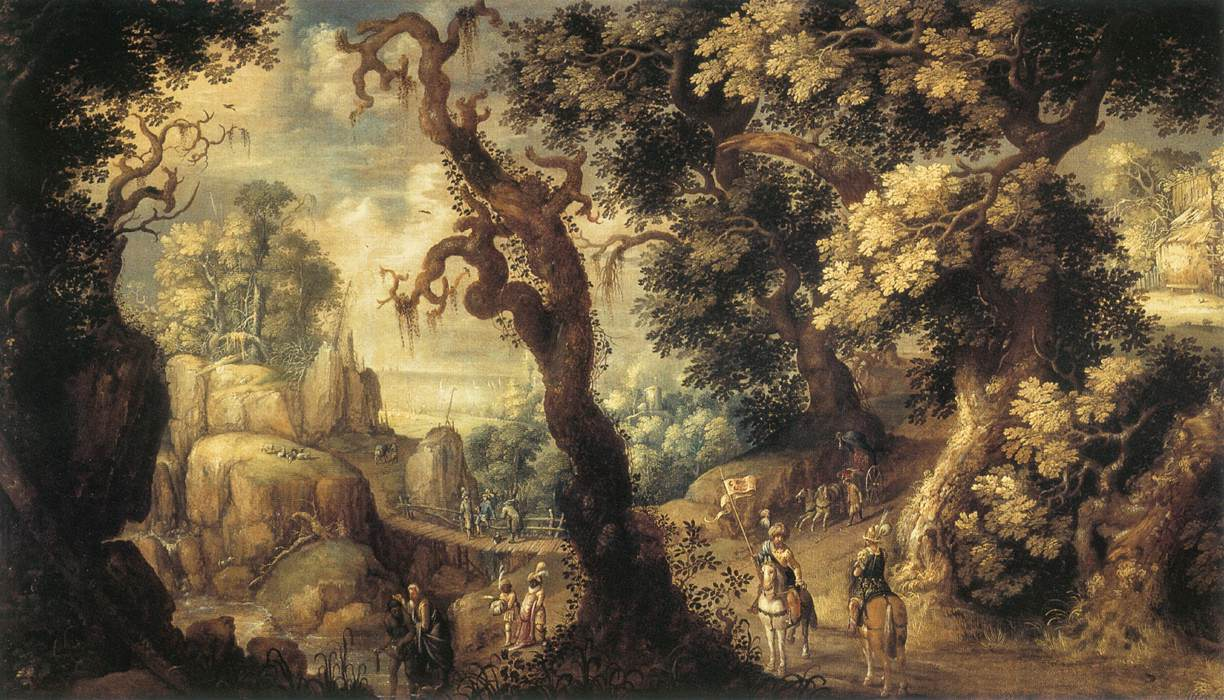
Battesimo del ciambellano dei Mori

Secondo Houbraken, il padre di Gillis fuggì con la famiglia nei Paesi Bassi, ad Amsterdam, per evitare l'Inquisizione spagnola a causa della sua fede religiosa: apparteneva infatti alla Chiesa riformata.
Hondecoeter fu istruito nell'arte della pittura da David Vinckboons, alle cui opere s'ispirò tanto da creare problemi di attribuzione, e da Roelant Savery. Dipinse soprattutto paesaggi, spesso con in primo piano animali, in particolare vari tipi di pollame domestico, e costruzioni architettoniche, rivelando l'influenza di Gillis van Coninxloo e Roelant Savery.
Inizialmente Hondecoeter si trasferì a Delft, ma la sua attività si svolse principalmente nelle città di Utrecht, dal 1602 al 1608, e Amsterdam, dal 1610 al 1638, dove nel 1636 entrò a far parte della Corporazione di San Luca.
Si sposò due volte, la prima con Gijsbrechts Mayken, la seconda con Annetie Spierinx, dando origine ad una dinastia di pittori: sia il figlio Gijsbert, che fu suo allievo, che il nipote Melchior furono pittori. La figlia Josina sposò il pittore Jan Baptist Weenix.
Furono suoi seguaci l'artista conosciuto come il Maestro del libro dei segni di van Eeghen e il pittore noto come lo Pseudo-Gills d'Hondecoeter.
Secondo Nieuwenhuis, David Vinckboons, Roelant Savery e Gillis d'Hondecoeter portarono la pittura paesaggistica ad un livello tale da influenzare persino i pittori di figura, come Peter Paul Rubens, nell'utilizzo del cielo o parti di cielo per migliorare l'impatto visivo delle loro opere.

## Opere
- Paesaggio boschivo con il profeta Elia e animali, olio su tela, 109 × 180 cm, 1624, Ermitage, San Pietroburgo[7]
- Orfeo incanta gli animali, olio su tela, 70 × 106 cm, 1631, collezione privata
- Battesimo del ciambellano dei Mori, olio su tela, 111 × 203 cm, Rockox House, Anversa
- La strada di campagna, olio su pannello, 39,6 × 71,8 cm, firmato a sinistra G. DH., Rijksmuseum, Amsterdam[8]
- Paesaggio roccioso con daino e pecore, olio su pannello, 17,7 × 26,5 cm, firma e data in basso a sinistra GDH 1620, 1620, Rijksmuseum, Amsterdam[9]
- Paesaggio collinare con alberi ad alto fusto lungo un fiume, disegno, penna marrone ed acquerello grigio, 13,8 × 24,8 cm, Rijksmuseum, Amsterdam